# Huajiahu Shuiku
Huajiahu Shuiku är en reservoar i Kina. Den ligger i provinsen Anhui, i den östra delen av landet, omkring 230 kilometer norr om provinshuvudstaden Hefei. Trakten runt Huajiahu Shuiku består till största delen av jordbruksmark.
Genomsnittlig årsnederbörd är 1 070 millimeter. Den regnigaste månaden är juli, med i genomsnitt 212 mm nederbörd, och den torraste är januari, med 14 mm nederbörd.